# 女性のひろば
『女性のひろば』（じょせいのひろば）とは、日本共産党が発行する、おもに女性を対象にした1979年3月創刊の月刊誌である。

## 概要
書店で販売されているほか、日本共産党の宅配網を利用した戸別宅配が行われている。定価316円。
政治、社会から、生活実用記事まで幅広く取り扱う。

## 連載小説
創刊以来、連載小説が掲載されていて、日本民主主義文学会所属の作家たちにとって、小説発表の重要な舞台になっている。
連載されたおもな作品には青木陽子の『日曜日の空』や佐藤貴美子の『銀の林』、旭爪あかねの『月光浴』などがある。